# Reptilicus
Reptilicus ist ein dänisch-US-amerikanischer Science-Fiction-Film von 1961 und nach Das jüngste Gericht (1916) und Das Himmelsschiff (1918) die dritte dänische SF-Produktion. Offenbar existieren zwei stark voneinander abweichende Versionen, eine längere dänische Fassung von Poul Bang und eine gekürzte amerikanische von Sidney W. Pink. Dieser Artikel behandelt letztere. Produktionsfirmen waren die Saga Studios, Kopenhagen und American International Pictures.

## Handlung
Dänische Minenarbeiter stoßen bei einer Tiefenbohrung in Lappland auf blutige Fleischfetzen. Da sie sich deren Herkunft nicht erklären können, werden sie nach Kopenhagen ausgeflogen und im Danmarks Akwarium von Professor Martens untersucht. Kurz darauf wird noch das Ende eines gigantischen Reptilienschwanzes eingeflogen und in die Analyse einbezogen.
Martens vermutet, dass das Schwanzende zu einem gigantischen Dinosaurier gehört. Die Wissenschaftler nennen das unbekannte Tier, das offenbar lebend eingefroren wurde, Reptilicus. Der Professor glaubt, dass Reptilicus in der Lage ist, sich selbst zu regenerieren.
Tatsächlich beginnt das Schwanzende zu wachsen. In einer Gewitternacht bricht ein Lebewesen, von dem Zeugen nur einen riesigen Schatten wahrnehmen, aus dem Labor aus; ein wachhabender Wissenschaftler bleibt verschwunden. Die Spuren des Wesens verlieren sich in der Ostsee.
Ein Katastrophenstab wird gebildet, in dem der US-amerikanische General Mark Grayson die Führung übernimmt. Die dänische Polizei, die Marine und das Heer beginnen mit der Suche nach Reptilicus (während eigentümlicherweise die Luftwaffe nicht in Erscheinung tritt). Das Monstrum wird schließlich gesichtet und mit Geschützen und Panzern angegriffen, scheint jedoch unverwundbar zu sein. Es bespeiht die Truppen mit einem giftgrünen Schleim, der sich als Säure herausstellt, zieht sich jedoch in die See zurück.
Eine Fregatte der dänische Marine bombardiert mit Wasserbomben eine Region, in der das Ungeheuer vermutet wird. Tatsächlich taucht Reptilicus wieder auf und versenkt in der Ostsee mehrere Schiffe. Schließlich greift es Kopenhagen an. Die Armee versucht mit allen Mitteln, das Ungeheuer zu zerstören, auch mit einem Flammenwerfer. Doch alle Bemühungen sind umsonst.
Schließlich kommt Martens auf die Idee, Reptilicus zu vergiften. Dazu schießt Grayson mit einer Bazooka eine mit Gift gefüllte Ampulle Reptilicus ins Maul; der Dinosaurier verendet. Jedoch wurde eine Tatze abgetrennt und versinkt in der Ostsee – eine Rückkehr des Ungeheuers ist nicht ausgeschlossen.

## Produktionsgeschichte, Künstlerische Gestaltung
Die dänisch-amerikanische Zusammenarbeit entstand offenbar auf Vermittlung von Ib Jørgensen Melchior, einem in Dänemark geborenen Dänisch-Amerikaner, der 1959 durch seinen SF-Film Weltraumschiff MR-1 gibt keine Antwort bekannt geworden war. Nach Angaben in der englischen Wikipedia ist die dänische Montagefassung länger und enthält sowohl eine Liebesgeschichte als auch Flugszenen mit Reptilicus.
Unabhängig davon, dass offensichtlich zwei Montagefassungen existieren, fällt die künstlerisch-handwerkliche Diskrepanz zwischen den Realfilm- und den Trickaufnahmen auf. Während die Realfilmaufnahmen mit relativ großem Aufwand, vor allem mit Hilfe der dänischen Streitkräfte gedreht wurden, entsprechen die Trickaufnahmen keineswegs dem europäisch-US-amerikanischen Standard Ende der 1950er Jahre, sondern erinnern an japanische Billigproduktionen der 1960er Jahre. Der von Reptilicus ausgespiehene grüne Schleim ist angeblich nur in der amerikanischen Fassung enthalten und durch schlichte Einkolorierung von Einzelbildern erzeugt worden.
Durch die Außenaufnahmen in Kopenhagen, unter anderem im Tivoli, besitzt der Film einen gewissen dokumentarischen Charakter und Anleihen beim Heimatfilm. So wird das königliche Schloss Amalienburg gezeigt, Den Kongelige Livgarde sowie die Kleine Meerjungfrau. Die Sängerin Birthe Wilke tritt in einer Show im Tivoli auf. Die eingesetzte dänische Fregatte mit der NATO-Kennung F 346 ist offenbar die 1955 in Dienst gestellte Flora, die seinerzeit diese Kennung trug. Möglicherweise sollten diese Szenen im Ausland auch als touristische Werbung für Dänemark dienen.
Einmontiert sind Dokumentarfilmaufnahmen von Schiffsuntergängen, die Reptilicus verursacht haben soll. Da offenbar nicht genügend Farbaufnahmen zur Verfügung standen, wurden auch schwarzweiß-Aufnahmen verwandt.

## Überlieferung
Außer in Dänemark und den USA wurde der Film auch in Frankreich und Italien in Synchronfassungen aufgeführt. Warum der Film seinerzeit nicht in der Bundesrepublik Deutschland zur Aufführung kam, ist nicht bekannt. 2002 erschien die dänische, 2003 die amerikanische Fassung auf DVD.
Eine Fortsetzung des Films, die aufgrund des offenen Endes möglicherweise geplant war, wurde nicht realisiert. Stattdessen produzierte Saga Studios auf der Grundlage eines Drehbuchs von Ib Melchior 1962 eine weitere dänisch-US-amerikanische Science-Fiction-Produktion, Voyage to the Seventh Planet, der aber ebenfalls nicht in der Bundesrepublik zur Aufführung kam und wie Reptilicus keinen Eingang in das von Ronald M. Hahn und Volker Jansen edierte Science-Fiction-Filmlexikon fand.